# Edward Kolbus
Edward Kolbus (ur. 30 września 1948 w Łodzi, zm. 9 czerwca 2017) – polski poeta.

## Życiorys
Ukończył filologię polską na Uniwersytecie Łódzkim. Jako poeta debiutował w 1968 na łamach „Odgłosów”. W latach 1979–1982 pracował w Wojewódzkim Urzędzie Statystycznym, a od 1982 w Wydawnictwie Łódzkim, gdzie od 1984 był kierownikiem Redakcji Literatury Pięknej.
Został Pochowany na części ewangelickiej Starego Cmentarza w Łodzi.

## Publikacje
- Działania uboczne. Poezje (Socjalistyczny Związek Studentów Polskich 1979),
- Między innymi. Poezje (Wydawnictwo Łódzkie 1982),
- Na uwięzi. Poezje (Wydawnictwo Łódzkie 1986),
- Temat zastępczy. Poezje (Iskry 1986)[3],
- Kaskaderzy literatury. O twórczości i legendzie Andrzeja Bursy, Marka Hłaski, Haliny Poświatowskiej, Edwarda Stachury, Ryszarda Milczewskiego-Bruna, Rafała Wojaczka (Wydawnictwo Łódzkie 1986),
- Łódzki almanach młodych (Wydawnictwo Łódzkie 1988)[4],
- Jak kochają nimfomanki. Poezje (Wydawnictwo Łódzkie 1990)[3].